# Yari (arma)
Lo yari (槍?) è un tipo di lancia usata nel Giappone feudale soprattutto dalla classe guerriera dei samurai. L'arte marziale dell'uso del yari è il Sōjutsu (槍術?).

## Storia
Si ritiene che lo yari derivi da un'antica lancia cinese, ma mentre quest'arma è presente fin dall'antichità giapponese, il termine "yari" non compare in testi scritti prima del 1334.
Nonostante il suo largo utilizzo lo yari divenne popolare solo durante le lotte per il potere fra clan nell'epoca Sengoku (戦国時代?) .
Durante il tentativo di invasione mongola del Giappone a partire dal 1274 le tattiche di combattimento cambiarono radicalmente. Su modello degli eserciti cinesi e coreani, composti da ranghi serrati di fanti armati di lance, in Giappone iniziarono ad essere utilizzate formazioni di ashigaru armati di armi in asta (yari e naginata compresi) affiancati da altre unità armate di armi da fuoco, rendendo quasi inutili le cariche di cavalleria e relegando la katana ad arma da fianco da usare solo in caso di emergenza.
Col tempo lo yari divenne popolare più dell'arco (yumi) tra i samurai e gli ashigaru.
Durante il periodo Edo lo yari cadde in disuso; in questo periodo pacifico le spade, le lance e gli archi finirono per non essere più considerate ma nonostante ciò lo yari continuò a essere fabbricato da fabbri esperti.
Lo yari finì col diventare un'arma cerimoniale per tutto il resto del periodo.

## Yari

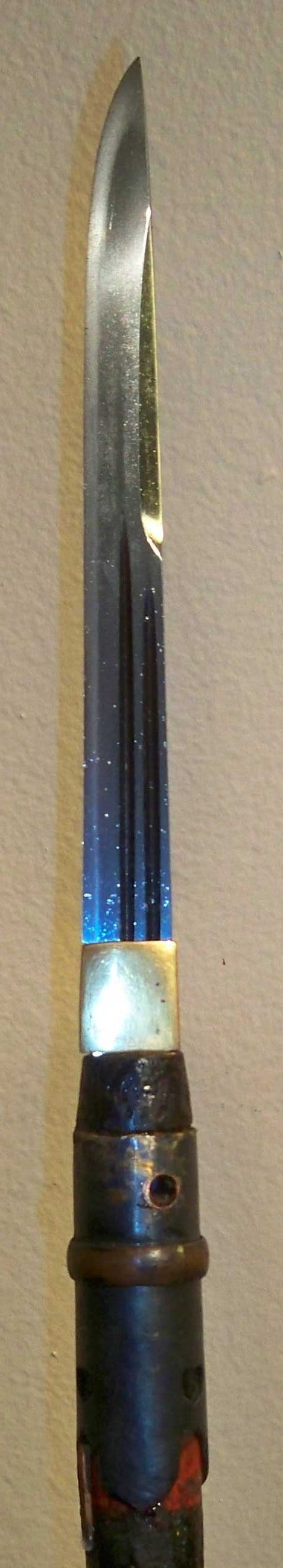
Kikuchi yari
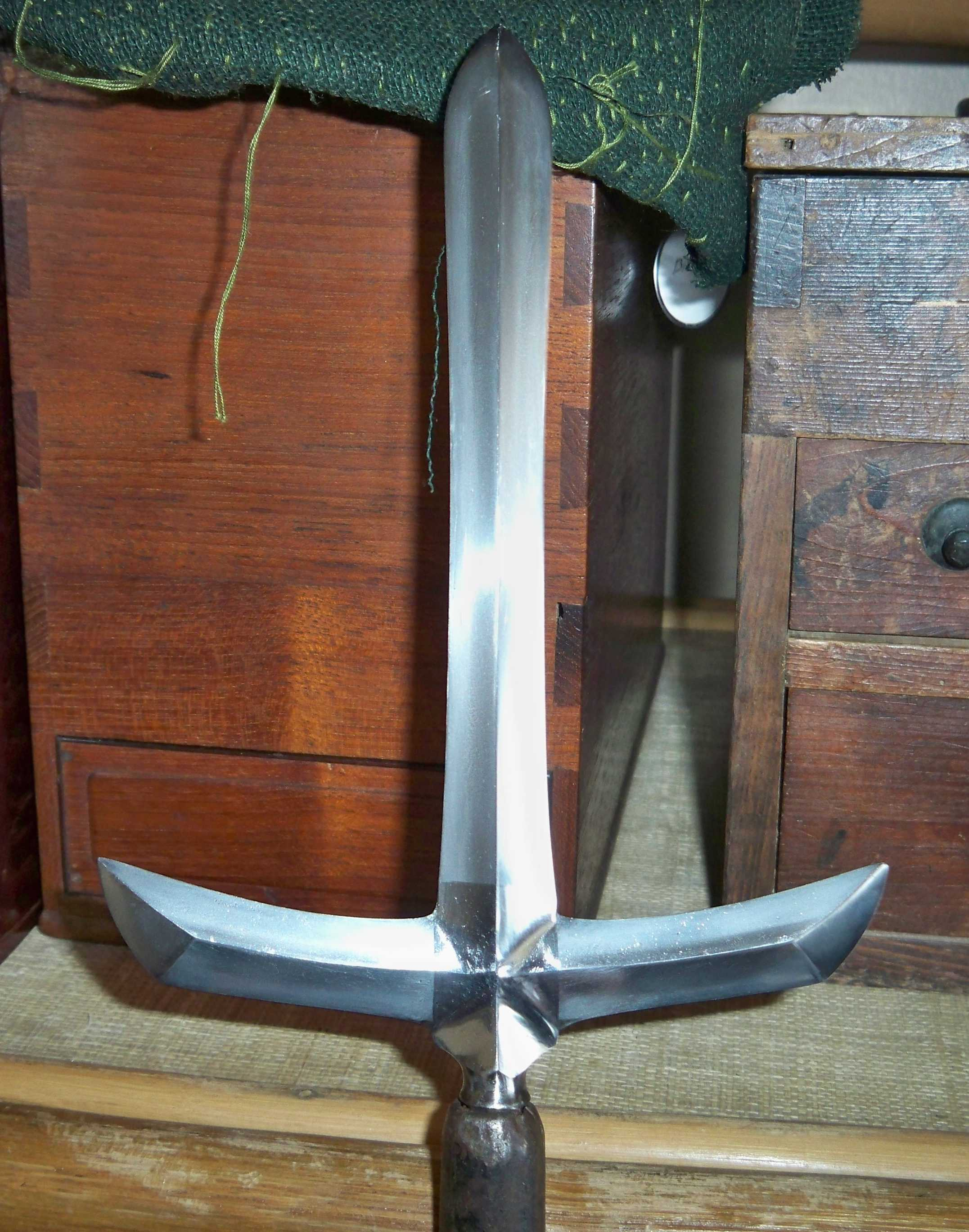
Jumonji yari
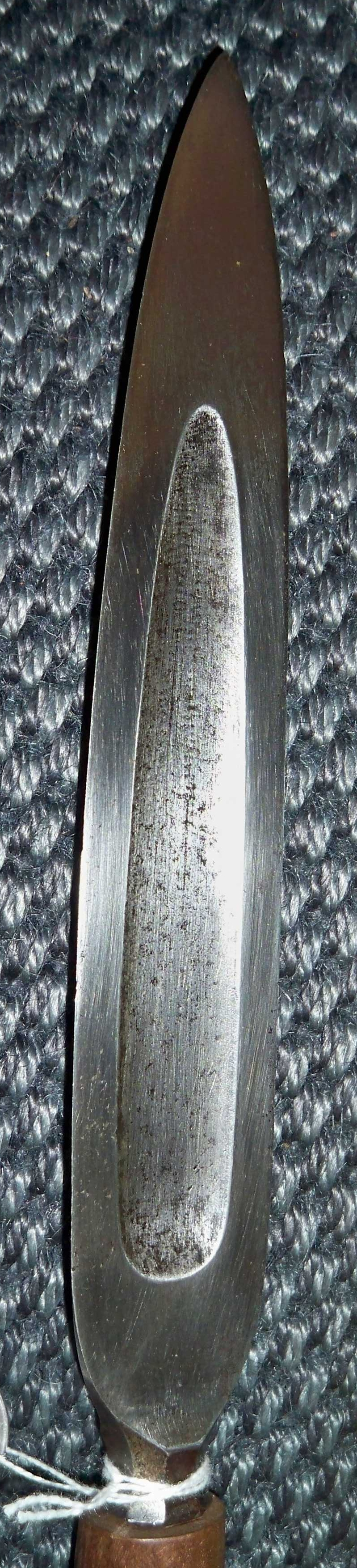
Sasaho tsukuri hira sankaku yari